# 中島三千恒
中島 三千恒（なかじま みちつね）は、日本の漫画家。女性。別名義に佑三マキコがある。「歴史、特に三国志を題材とした作品」を執筆。

## 来歴

### 『三国志』との関わり
高校生のころから『三国志』を好んでいたため、「戦記ものや戦史もの、戦略研究の本」などを読んでいた。その後、趣味で『三国志』を執筆する。インターネット上で「『三国志』の武将を主人公にした小説」を頻繁に見かけたことを機に、「マンガで彼ら不遇武将のよさをアピールすればいい」と考えたことが漫画を執筆するきっかけとなる。
その後、プロとして『三国志』を執筆していたが、中国の屋根の作画に疲労を感じるなど、「『三国志』疲れ」の時期が到来する。そんな時期に日丸屋秀和の『Axis powers ヘタリア』と出会い、同作が中島の「疲れた心を癒してくれた」という。同作の「堅苦しさのない作風」により「気軽に楽しく読んで」いたが、次第に「オタク的気質で色々集めたく」なり、「気になる国の資料」の収集を始める。後に執筆する『軍靴のバルツァー』に必要な資料の6割から7割程度は、この時期に集められている。

### 『軍靴のバルツァー』連載開始
2011年1月に創刊された『月刊コミック@バンチ』（新潮社）の創刊に合わせ、同誌の編集者であり、後の中島の担当編集者が中島に声をかける。声をかけた理由は中島の「中国史系の学園ものの短編を読んだこと」があり、『三国志』系統の作品を執筆していたことを知り、雑誌に「歴史ものがひとつほしい」と考えたことによる。担当編集者は中島に「『三国志』っぽいもの」だが「基本的には好きなものでいい」作品を依頼。「新しいジャンルに挑戦したい気持ち」を抱き、「シナリオの自由度を優先してやっていきたい」と考えていた中島は、担当編集者に会うたびに「今ドイツが熱い」と伝え、「オリジナル世界でのフィクション」の制作が決定となる。そうして同誌の創刊号より『軍靴のバルツァー』の連載を開始。
2012年12月、『ジャンプ改』（集英社）2013年1月号より長崎尚志の原作による「古代冒険譚」の『ヤマテラス・コード』の連載を開始し、中島は作画を務める。
2022年1月、『モーニング』（講談社）7号よりどんな状況でも完璧な料理を提供する男性を描く『鉄血キュッヒェ』の連載を開始。同作が中島の同誌初登場作品となる。

## 作風
歴史を題材とした作品では、作画と「緻密な歴史考証に基づくドラマ作り」が評価されている。

## 作品リスト

### 連載
- 赤壁ストライブ（yahoo!コミック『コミック三国志マガジン』2008年、メディアファクトリー）
- 魏志文帝紀 建安マエストロ!（yahoo!コミック『コミック三国志マガジン』、『コミックヒストリア』2010年 - 連載）
- 軍靴のバルツァー（『月刊コミック@バンチ』2011年3月号（創刊号[4]） - 2018年5月号→『月刊コミックバンチ』2018年6月号 - 2021年10月号→『別冊少年マガジン』2022年9月号[7] - 、新潮社、既刊19巻）
  - 軍靴のバルツァー外伝 銀灰のユーリ（漫画：京一、『くらげバンチ』2021年4月20日[8] - 2022年5月10日、全13話、全2巻） - 原作担当[8]
- ヤマテラス・コード（原作：長崎尚志、『ジャンプ改』2013年1月号[5] - 2014年11月号（最終号）、集英社） - 連載前の仮タイトルは「ヤマテラス・コード―古代ハンター日向―（仮）」[9]。
- 鉄血キュッヒェ（設定協力：白土晴一、『モーニング』2022年7号[10][6] - 連載中）

### 読み切り
- 角の夢（原作：杜棋、『コミック三国志マガジン Vol.7』2006年1月、メディアファクトリー） - 読者持込み原案の漫画化企画作品で、中島三千恒はストーリー修正・シナリオ構成・作画を担当。主役は魏延。
- 社稷の臣（『コミック三国志マガジン Vol.9』、2006年5月） - 主役は陸遜。
- 欺瞞の儒雅（『コミック三国志マガジン Vol.12』、2006年11月） - 主役は王異。
- 白地将軍（『コミック三国志マガジン Vol.13』、2007年1月） - 主役は夏侯淵。
- 剛毅朴訥、仁に近し（『コミック三国志マガジン Vol.15』、2007年5月） - 主役は王平。
- 蜀の甘寧（yahoo!コミック『コミック三国志マガジン』） - 前後編で掲載。主役は甘寧と法正。

### アンソロジー
- コミック 真・三國無双3 バトルイリュージョンVol.1、3、4、5、6、7（コーエー、2003年 - 2004年）
- 三国志 天下三分計画（「天涯に領る」、ジャイブ、2004年3月）主役は馬超。
- コミック 真・三國無双3 アンソロジー 人の巻（「西南邂逅」、コーエー、2004年5月）
- コミック 戦国無双 サムライウォーズVol.2（コーエー、2004年6月）
- コミック 真・三國無双3 赤壁の章（「孫呉の気風」、コーエー、2004年10月）
- DIGITAL DEVIL SAGA アバタール・チューナー コミックアンソロジー（光文社、2004年9月）
- 九龍妖魔學園紀 コミックアンソロジー（一迅社、2004年）
- コミック 真・三國無双4 ワンダーエボリューションVol.1、4、5、9（コーエー、2005年 - 2006年）
- コミック 三國志 トゥルーエピソード①（「董卓、上洛（正史『後漢書 董卓伝』より）」、コーエー、2005年5月）
- コミック 三國志 トゥルーエピソード②（「周瑜起つ」、コーエー、2005年7月）
- コミック 三國志 トゥルーエピソード③（「馬超の決起（正史『蜀志 馬超伝』より）」、コーエー、2005年10月）
- コミック 三國志 トゥルーエピソード列伝① 〜我が君のために〜（「凡庸なる勇将 趙雲（正史『蜀志 趙雲伝』より）」、コーエー、主役は趙雲と諸葛亮と公孫瓚、2006年3月）
- コミック 三國志 トゥルーエピソード列伝② 〜きみと共にあれば〜（「分かれ道―袁紹と曹操（正史『魏志 袁紹伝』より）」コーエー、主役は曹操と袁紹、2006年7月）
- コミック 三國志 トゥルーエピソード列伝③ 〜乱世をめぐる想い〜（「仲達出廬―張春華と司馬懿」、コーエー、主役は司馬懿と張春華、2006年9月）
- ラスト・エスコート〜深夜の黒蝶物語〜 コミックアンソロジー（一迅社、2006年7月）
- コミック 真・三國無双5 ランブルミッションVol.3（コーエー、2008年）
- エディス vol.4 短編集（まんだらけ、2009年10月）

### その他
- 魔女っ子イラスト（『月刊コミックフラッパー』2010年6月号[11]）